# Perturbação do sossego

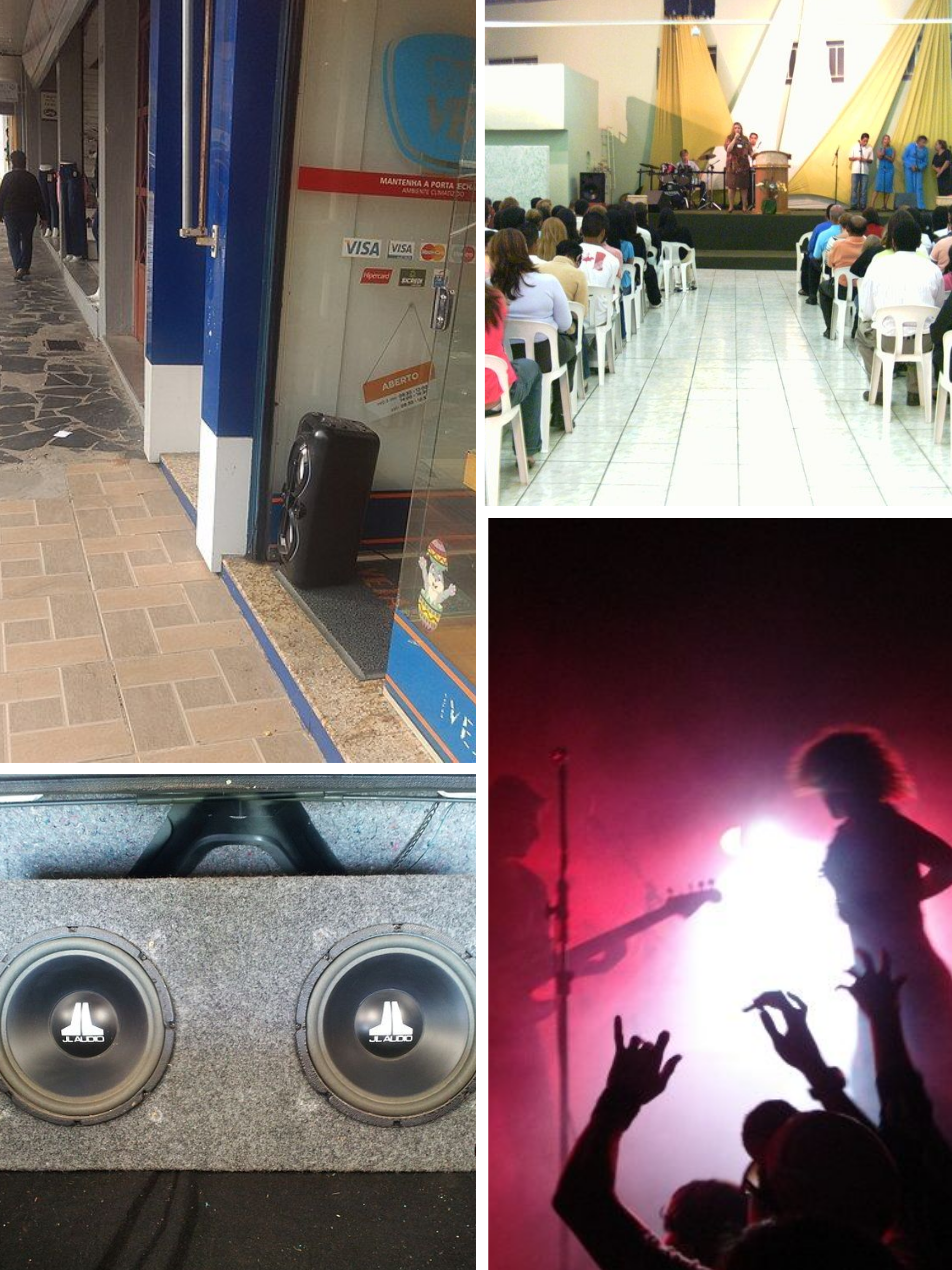
No Brasil, os ruídos provém de diversas fontes, entre elas vizinhos, bares, festas, som automotivo, igrejas barulhentas e latidos de cães. Na imagem: Comércio em Bagé, RS — Igreja em São Paulo :— Festival de música de conjunto brasileiro — Subwoofers no porta-malas de um carro.

A perturbação do sossego é uma contravenção penal. Apesar de ser um problema persistente no Brasil, é pouco abordado pela sociedade e pelo Estado.
O som alto afeta não só o bem-estar do cidadão, como também causa danos à sua saúde física e mental, mesmo que ele não se aperceba disso ou acredite não ser afetado. Não só os humanos, mas os animais também são afetados pela exposição a sons excessivamente altos. Cabe ressaltar que os danos à saúde mental são especialmente preocupantes no caso brasileiro, pois, conforme relatório da ONU de 2017, o Brasil é o país com maior porcentagem de pessoas ansiosas do mundo.
A causa do problema é em parte cultural, estando relacionada à relação entre o público e o privado no Brasil. Sua solução é a conscientização da população sobre os limites entre o espaço individual e o espaço do outro. Além disso, é necessário evitar os problemas de saúde decorrentes da perturbação, bem como a sobrecarga dos serviços públicos, já que a Polícia Militar poderia atender a ocorrências de maior gravidade. Além da conscientização, há medidas paliativas de que o cidadão pode dispor para lidar com sons altos, como abafá-los com outro ruído de fundo.
A Lei n 6938/81 em seu inciso III define a poluição como a degradação da qualidade ambiental, a qual resulta de atividades que trazem danos a saúde e a qualidade de vida das pessoas e a poluição sonora se encaixa nesse quesito, porém apesar da prevalência do problema, não há lei federal específica que aborde o tema, e as leis que que existem são subjetivas e imprecisas. Basicamente, um ruído superior a 85 dB, em qualquer hora do dia, pode ser considerado pela jurisprudência como crime ambiental, por se tratar de poluição sonora. Já um ruído inferior a 85 dB pode configurar contravenção penal de perturbação de sossego. (85 dBs é aproximadamente o volume do trânsito movimentado, ou de um aspirador de pó.) É preciso estudar as leis municipais — as chamadas leis do silêncio — que podem tratar o problema de modo mais preciso. A  Secretária  Municipal  de  Meio  Ambiente e Sustentabilidade(SEMMAS), recebe em média 1.400 denúncias de poluição sonora por mês, enquanto a polícia militar recebe cerca de 2.600 denúncias por mês.

## Causas culturais e sociológicas
| “ | [No Brasil] não há a percepção da rua como um espaço comum. | ” |
|   | — Marilena Chaui.                                           |   |

Muitos sociólogos e antropólogos já chamaram a atenção para a relação complicada do brasileiro com o espaço público. O brasileiro trata o público como o particular, desconsiderando o espaço alheio. Quando isso ocorre no Estado, assume a forma de patrimonialismo e corrupção, tão bem conhecidos pelos sociólogos e pela população. Na sociedade, o problema se manifesta de formas diferentes, sendo a perturbação do sossego apenas uma delas.
| “ | O desrespeito à rua como lugar comum aparece com todos os barzinhos e botecos com o som nos últimos decibéis, como se o bairro inteiro tivesse de participar daquilo. Não existe essa percepção do outro. | ” |
|   | — Marilena Chaui. |   |

Essa relação complicada com o espaço público (e com o espaço do outro) tem origem na forma como a sociedade brasileira se constituiu. Toda a vida social do país se organizou no modelo das grandes propriedades rurais. Dada a extensão desses espaços, a vida comunitária ficava dificultada ou mesmo impossibilitada. Cada domínio se organizava de modo autárquico. As cidades, por sua vez, não foram construídas, de modo geral, pela iniciativa popular. De modo geral, não surgiram "de baixo para cima", por meio da cooperação do povo, mas "de cima para baixo", pelas elites agrárias. As cidades eram complementares ao poderio do campo, tinham caráter acessório; eram esmagadas pelo poderio das zonas rurais.
| “ | Faltou-nos, na verdade, com o tipo de colonização que tivemos, vivência comunitária. | ” |
|   | — Paulo Freire.                                                                      |   |

## Aceitação da sociedade
As consequências desse passado são evidenciadas por Alberto Carlos Almeida, no seu livro A Cabeça do Brasileiro (2007). O autor comprova a tese dos sociólogos e antropólogos de que a sociedade brasileira é patrimonialista por meio de uma pesquisa de opinião feita com a população. Os resultados mostram que apenas 48% da população concorda que "quem dá uma festa com som alto não se preocupa com os vizinhos", e que 49% concordam que "se alguém se sente incomodado pelo vizinho, o melhor é não reclamar." Percebe-se o uso do público como privado.
Há, contudo, importantes diferenças dentro da população brasileira. Delas, a mais importante é, de longe, a escolaridade. Ao tomar a segunda afirmação feita acima ("se alguém se sente incomodado pelo vizinho, o melhor é não reclamar"), apenas 22% dos entrevistados que têm ensino superior concordam, contra uma concordância surpreendente de 73% dos analfabetos. O autor conclui que o aumento da escolaridade é necessário para que essas (e muitas outras) opiniões arraigadas se modifiquem.

### Igrejas e templos

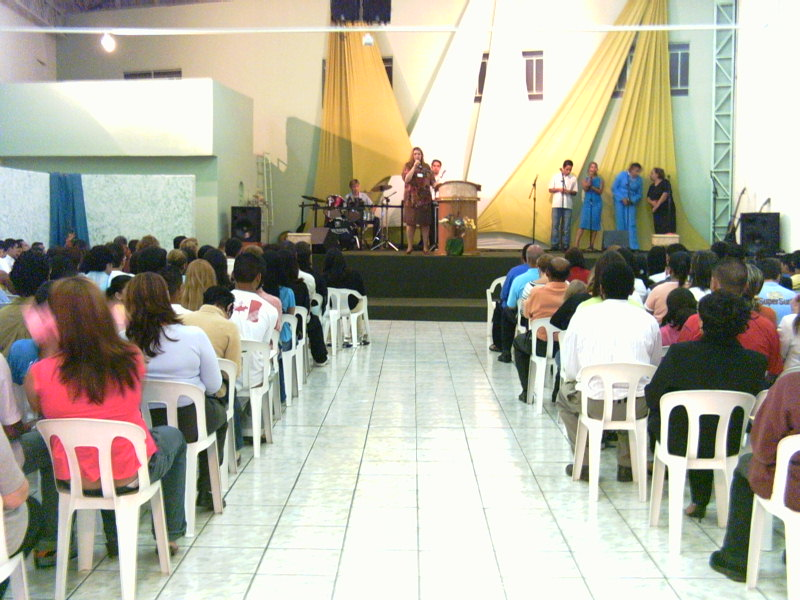
Igreja pentecostal em São Paulo

### Animais de estimação

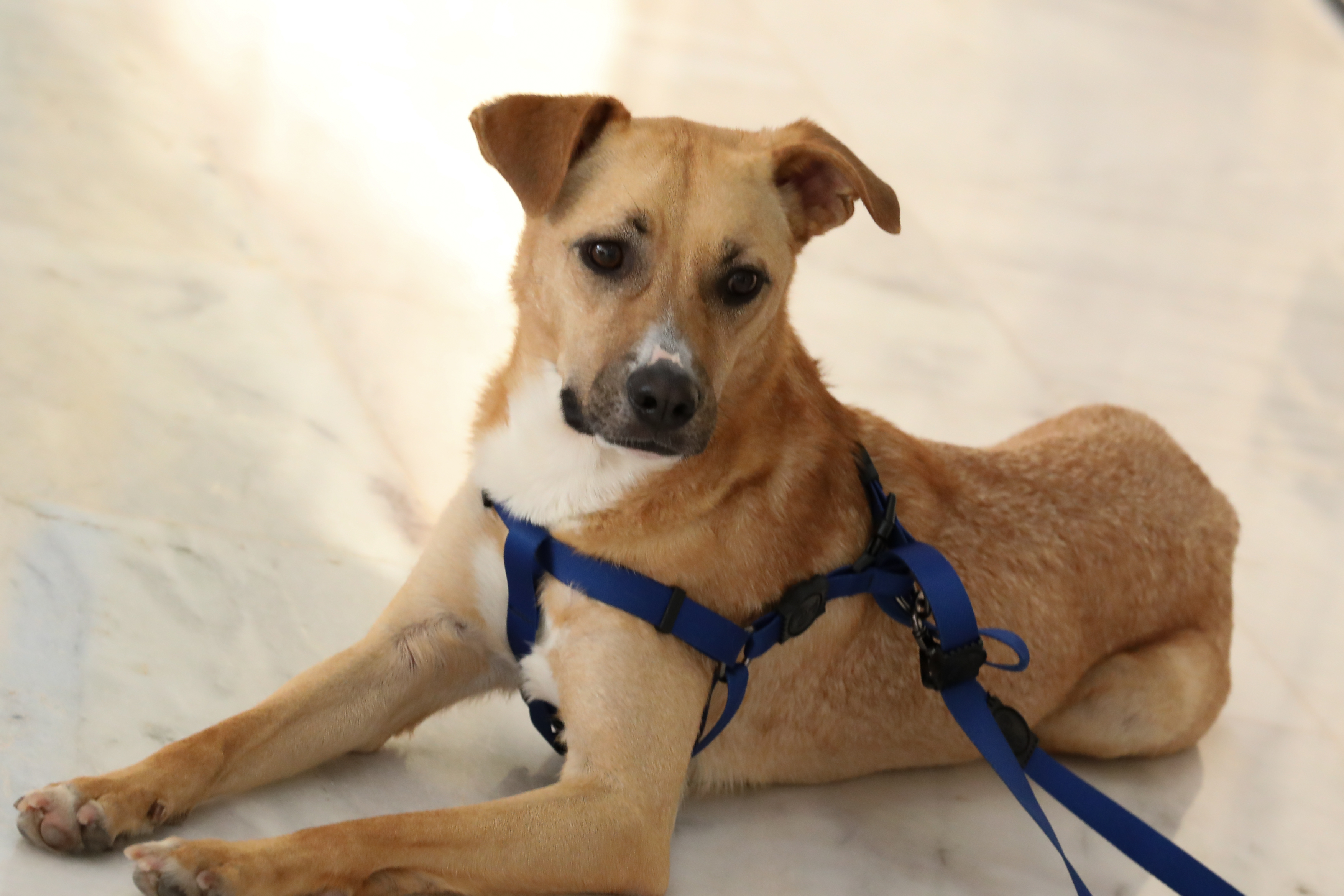
Vira-lata caramelo, cão muito comum no Brasil

## Como evitar o problema

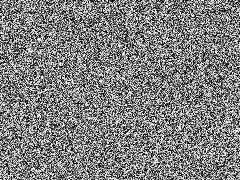
O "ruído branco" da televisão (que pode ser encontrado também no YouTube) pode ajudar a abafar ruídos. Mas a forma mais correta de prevenção é a conscientização da população sobre o problema.

### Legislação federal

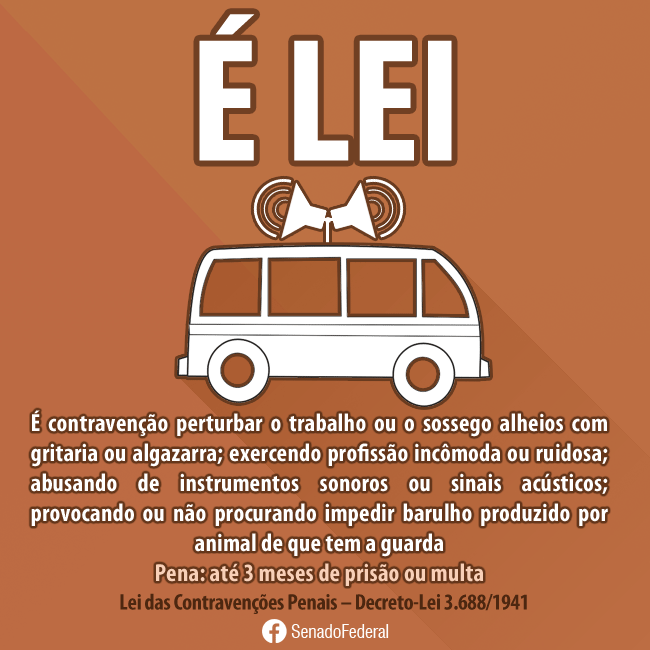